# Ruud Krol
Rudolf Jozef Krol, detto Ruud (; Amsterdam, 24 marzo 1949), è un allenatore di calcio ed ex calciatore olandese, di ruolo difensore.
Ha militato per dodici anni nell'Ajax, squadra con cui ha vinto, tra gli altri trofei, sei campionati olandesi e tre Coppe dei Campioni. Successivamente ha giocato brevemente nei Vancouver Whitecaps, poi per quattro anni nel Napoli, prima di chiudere la propria carriera da giocatore al Cannes.
Con la nazionale olandese, di cui è stato a lungo capitano, ha partecipato a due europei (Jugoslavia 1976 e Italia 1980) e a due mondiali (Germania Ovest 1974 e Argentina 1978) divenendo vicecampione del mondo in entrambe le edizioni.

## Caratteristiche tecniche

### Giocatore
Ambidestro, iniziò la sua carriera rivestendo il ruolo di difensore laterale sinistro, vista la concorrenza sul lato destro di Wim Suurbier (all'epoca terzino destro dell'Ajax). Si adattò a giocare a sinistra allenandosi allo scopo per mesi; nel corso della carriera occuperà poi la posizione di difensore centrale e successivamente di libero, di cui divenne uno dei migliori interpreti a livello europeo.
Giocatore elegante e forte di testa, dotato di buone capacità di impostazione grazie ai precisi lanci lunghi e cross dalla fascia, difficile da superare nell'uno contro uno per la sua forza fisica abbinata a una buona velocità e progressione. Il suo carisma in campo ne faceva una guida durante la gara.

## Carriera

### Giocatore

#### Club

##### Ajax

Krol capitano dell'Ajax, inseguito dallo juventino Causio durante una gara della Coppa UEFA 1974-1975.

Cresciuto nell'Ajax B, viene portato da Rinus Michels nella squadra titolare, entrando in prima squadra sostituendo il partente Theo van Duivenbode subendo però un cambio di posizione per non sovrapporsi con il compagno di squadra Wim Suurbier: la coppia si rivela proficua e affiatata.
Nel 1974 diventa capitano per il ritiro di Piet Keizer.
Con gli olandesi giocò per 12 stagioni, esordendo nell'annata 1968-1969: vinse a livello nazionale sei campionati olandesi e quattro Coppe dei Paesi Bassi; in campo internazionale contribuì alla vittoria di tre Coppe dei Campioni consecutive, giocando le finali del 1972 e del 1973 per intero, dopo essere stato costretto a saltare quella del 1971 a Wembley per infortunio, oltreché due Supercoppe UEFA e una Coppa Intercontinentale.
Durante la sua permanenza con la maglia degli olandesi fu scelto dai lettori della rivista specializzata francese Onze come giocatore della squadra dell'anno per il 1976, 1978 e 1979; lo stesso accadde nel 1980 e 1981.
Tra i riconoscimenti personali conseguiti va annoverato il terzo posto nella classifica del Pallone d'oro 1979.
È ritenuto uno dei calciatori più importanti della squadra olandese.

##### Vancouver Whitecaps, Napoli e Cannes
Lasciato l'Ajax approdò in Canada, nel Vancouver Whitecaps, con cui disputò il Campionato NASL giocandovi 16 gare.
Dal Canada, nel 1980, venne prelevato dal Napoli all'inizio in prestito, tramutatosi in acquisto grazie all'intervento dell'allora direttore generale Antonio Juliano: durante la sua permanenza con i partenopei, militanza arrivata alla fine della sua carriera, ma di alto livello, giocò nel ruolo di libero pur avendo la possibilità di spingersi in attacco, su decisione dell'allora allenatore partenopeo Rino Marchesi.

Krol neocapitano del Napoli nella stagione 1980-1981.

Il suo arrivo fu accolto con entusiasmo portando a un aumento del numero di abbonamenti: nel suo primo anno in Italia (1980-1981) raggiunse con il Napoli il terzo posto in classifica, sfiorando lo scudetto. Nello stesso campionato segnò anche il suo unico gol in maglia azzurra nella partita Brescia-Napoli finita 1-2 per i partenopei, all'85º minuto. A conferma dell'ottima stagione disputata si aggiudicò il Guerin d'oro. Nel giugno 1981 giocò con la maglia del Feyenoord, storico rivale dell'Ajax, la prima edizione del Mundialito per club. 
Nella stagione successiva la squadra chiuse il campionato al quarto posto. Nelle successive due stagioni, anche a causa di molti avvicendamenti in panchina, la squadra partenopea lottò solo per la salvezza e, alla fine della travagliata stagione 1983-1984, Krol lasciò il Napoli, provato da un infortunio al menisco subito nei primi mesi del 1983 e da continui problemi fisici che gli fecero saltare numerose gare.
Durante le sue stagioni in Campania si distinse comunque come «colonna» e leader dei partenopei dei primi anni ottanta, ricordato anche a distanza di tempo dopo il ritiro.
Vittima di problemi al menisco, lasciò la città campana chiudendo la sua carriera da calciatore nel Cannes, nella seconda divisione francese.

#### Nazionale
Difensore della nazionale olandese ai tempi di Johan Cruijff, fu tra i protagonisti della squadra che, grazie al cosiddetto "calcio totale", arrivò alla finale del campionato del mondo 1974 e che, pur sconfitta dalla Germania Ovest, rivoluzionò il modo di giocare al calcio in Europa.
Esordì con gli orange il 5 aprile 1969, in amichevole contro l'Inghilterra. Nel giro di tre anni divenne titolare fisso della nazionale: segnò la sua prima rete nell'amichevole contro l'Austria del 27 marzo 1974.

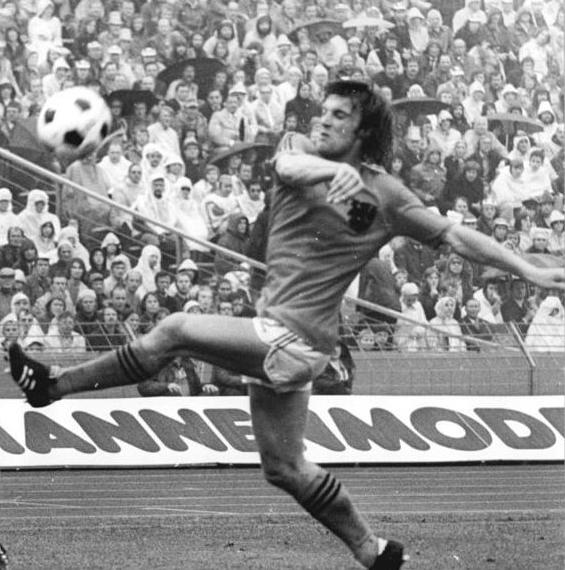
Krol in azione con la divisa degli Oranje durante il

Convocato per il campionato del mondo 1974, fu protagonista di una sfortunata quanto ininfluente autorete a favore della Bulgaria nell'ultimo incontro del gruppo 3 della prima fase; per altro si riscattò immediatamente segnando contro l'Argentina nell'incontro successivo, prima partita del gruppo A della seconda fase; fu titolare fisso in tutti gli incontri della sua nazionale.
Fu per la prima volta capitano della nazionale nell'amichevole contro la Svizzera del 9 ottobre 1974; divise questo ruolo con Cruijff, fino al ritiro in nazionale di quest'ultimo, avvenuto nel 1977.
Dopo un bronzo al campionato d'Europa 1976, fu quindi capitano della sua nazionale al campionato del mondo 1978: ancora una volta i Paesi Bassi arrivarono in finale, perdendo contro l'Argentina.
Il 22 maggio 1979, affrontando l'Argentina in un'amichevole celebrativa dei 75 anni della FIFA, supera il record di Puck van Heel, che dal 1937 guidava la classifica di presenze con la nazionale olandese; tale primato gli fu tolto da Aron Winter il 29 giugno 2000.
Il 16 febbraio 1983 scese in campo per l'ultima volta con la maglia degli Oranje, in una partita contro la Spagna valida per le qualificazioni al campionato d'Europa 1984. Totalizzò 83 presenze in nazionale, siglando quattro reti.
Fu inoltre tra i convocati della selezione europea che affrontò in gara ufficiale la nazionale italiana, il 383º incontro disputato dagli azzurri, tenutosi il 25 febbraio 1981 allo stadio Olimpico di Roma, per raccogliere fondi per le vittime del terremoto dell'Irpinia del 1980: la gara si concluse con la vittoria per 3-0 della selezione continentale e Krol giocò l'intera partita.

### Allenatore
Si dedicò all'attività di allenatore, cominciando con i belgi del Mechelen, che diresse per una stagione. Guidò poi gli svizzeri del Servette, sempre per una stagione. Passò quindi in Egitto, dove diresse lo Zamalek per cinque stagioni e la nazionale egiziana per la Coppa d'Africa 1996.
Tra il 2000 e il 2002 fu vice allenatore di Louis van Gaal nella nazionale olandese. Il 3 dicembre 2001 ritorna all'Ajax nelle vesti di vice allenatore di Ronald Koeman. Il 25 febbraio 2005 viene nominato allenatore temporaneo insieme a Tonny Bruins Slot dopo le dimissioni di Koeman. Il 14 marzo la dirigenza dell'Ajax nomina come allenatore Danny Blind e Ruud ritorna nel ruolo di vice. Il 23 maggio con il cambio guida dei lancieri lascia anche lui il suo ruolo.
Il 15 giugno 2006 viene nominato tecnico dell'Ajaccio nella seconda serie francese. Il 31 maggio 2007 con il piazzamento al dodicesimo posto di comune accordo con il presidente Michel Moretti ha deciso di porre fine alla collaborazione, costata anche la sconfitta per 3-0 contro il Niort nell'ultima partita di campionato.
Il 13 agosto viene nominato allenatore del Zamalek. Nel giugno 2008 si dimette dal club egiziano dopo aver vinto la Coppa d'Egitto e piazzandosi al terzo posto in campionato a diciassette punti dai rivali storici dell'Al-Ahly, che si trovano in vetta alla classifica. Tra il 2008 e il 2011 allenò i sudafricani degli Orlando Pirates.
Nel 2012 ha allenato i tunisini del Club Sportif Sfaxien.
È stato, altresì, selezionatore della nazionale tunisina anche se per soli due mesi: ha diretto la nazionale solo nelle due partite contro il Camerun, valide per i turno di play-off delle qualificazioni africane al campionato del mondo 2014.
Il 21 gennaio 2014 viene nominato allenatore dell'Espérance Sportive de Tunis, altro club tunisino dopo l’esperienza al Club Sportif Sfaxien: malgrado la conquista del campionato locale, viene esonerato nel maggio 2014 perché la squadra perde due gare di seguito nella Champions League africana.
Il 12 giugno 2015 viene nominato allenatore della squadra marocchina del Raja Casablanca. Il 5 novembre dello stesso anno viene però esonerato, dopo un duro comunicato sulla sua gestione della squadra e rapporti tesi con i giocatori.

### Dopo il ritiro
Ha vissuto a Johannesburg, dov'è stato commentatore per l'emittente sudafricana SuperSport TV.

## Statistiche

### Presenze e reti nei club
| Stagione        | Squadra         | Campionato      | Campionato | Campionato | Coppe nazionali | Coppe nazionali | Coppe nazionali | Coppe continentali | Coppe continentali | Coppe continentali | Altre coppe | Altre coppe | Altre coppe | Totale | Totale |
| Stagione        | Squadra         | Comp.           | Pres.      | Reti       | Comp.           | Pres.           | Reti            | Comp.              | Pres.              | Reti               | Comp.       | Pres.       | Reti        | Pres.  | Reti   |
| --------------- | --------------- | --------------- | ---------- | ---------- | --------------- | --------------- | --------------- | ------------------ | ------------------ | ------------------ | ----------- | ----------- | ----------- | ------ | ------ |
| 1968-1969       | Ajax            | ED              | 1          | 0          | CO              | -               | -               | CC                 | -                  | -                  | -           | -           | -           | 1      | 0      |
| 1969-1970       | Ajax            | ED              | 34         | 2          | CO              | 5               | -               | CF                 | 10                 | -                  | -           | -           | -           | 49     | 2      |
| 1970-1971       | Ajax            | ED              | 24         | 2          | CO              | 4               | -               | CC                 | 7                  | -                  | -           | -           | -           | 35     | 2      |
| 1971-1972       | Ajax            | ED              | 33         | 0          | CO              | 5               | -               | CC                 | 9                  | 0                  | -           | -           | -           | 47     | 0      |
| 1972-1973       | Ajax            | ED              | 34         | 3          | CO              | 1               | -               | CC                 | 7                  | 1                  | CI          | 2           | -           | 46     | 4      |
| 1973-1974       | Ajax            | ED              | 34         | 3          | CO              | 4               | -               | CC                 | 2                  | 0                  | SU          | 2           | -           | 42     | 3      |
| 1974-1975       | Ajax            | ED              | 24+3       | 1          | CO              | 1               | -               | CU                 | 6                  | 1                  | -           | -           | -           | 34     | 2      |
| 1975-1976       | Ajax            | ED              | 31         | 3          | CO              | 3               | -               | CU                 | 6                  | 0                  | -           | -           | -           | 40     | 3      |
| 1976-1977       | Ajax            | ED              | 33         | 1          | CO              | -               | -               | CU                 | 2                  | 1                  | -           | -           | -           | 35     | 2      |
| 1977-1978       | Ajax            | ED              | 34         | 2          | CO              | 7               | -               | CC                 | 6                  | 0                  | -           | -           | -           | 47     | 2      |
| 1978-1979       | Ajax            | ED              | 24         | 2          | CO              | 5               | -               | CU                 | 6                  | -                  | -           | -           | -           | 35     | 2      |
| 1979-1980       | Ajax            | ED              | 33         | 4          | CO              | 6               | -               | CC                 | 7                  | 4                  | -           | -           | -           | 46     | 8      |
| Totale Ajax     | Totale Ajax     | Totale Ajax     | 342        | 23         |                 | 41              | -               |                    | 68                 | 7                  |             | 2           | 0           | 457    | 30     |
| 1980            | Whitecaps       | NASL            | 14         | 0          |                 | ?               | ?               |                    | ?                  | ?                  | -           | -           | -           | 14+    | 0+     |
| 1980-1981       | Napoli          | A               | 29         | 1          | CI              | 0               | 0               | -                  | -                  | -                  | -           | -           | -           | 29     | 1      |
| 1981-1982       | Napoli          | A               | 27         | 0          | CI              | 6               | 0               | CU                 | 1                  | 0                  | -           | -           | -           | 34     | 0      |
| 1982-1983       | Napoli          | A               | 30         | 0          | CI              | 7               | 0               | CU                 | 4                  | 0                  | -           | -           | -           | 41     | 0      |
| 1983-1984       | Napoli          | A               | 21         | 0          | CI              | 0               | 0               | -                  | -                  | -                  | -           | -           | -           | 21     | 0      |
| Totale Napoli   | Totale Napoli   | Totale Napoli   | 107        | 1          |                 | 13              | 0               |                    | 5                  | 0                  | -           | -           | -           | 125    | 1      |
| 1984-1985       | Cannes          | D2              | 34         | 0          | CF              | ?               | ?               | -                  | -                  | -                  | -           | -           | -           | 34+    | 0+     |
| 1985-1986       | Cannes          | D2              | 29         | 0          | CF              | ?               | ?               | -                  | -                  | -                  | -           | -           | -           | 29+    | 0+     |
| Totale Cannes   | Totale Cannes   | Totale Cannes   | 63         | 0          |                 | ?               | ?               | -                  | -                  | -                  | -           | -           | -           | 63+    | 0+     |
| Totale carriera | Totale carriera | Totale carriera | 523        | 24         |                 | 40+             | 6+              |                    | 5+                 | 0+                 |             | 4           | 0           | 580+   | 30+    |

### Cronologia presenze e reti in nazionale
| Cronologia completa delle presenze e delle reti in nazionale ― Paesi Bassi | Cronologia completa delle presenze e delle reti in nazionale ― Paesi Bassi | Cronologia completa delle presenze e delle reti in nazionale ― Paesi Bassi | Cronologia completa delle presenze e delle reti in nazionale ― Paesi Bassi | Cronologia completa delle presenze e delle reti in nazionale ― Paesi Bassi | Cronologia completa delle presenze e delle reti in nazionale ― Paesi Bassi | Cronologia completa delle presenze e delle reti in nazionale ― Paesi Bassi | Cronologia completa delle presenze e delle reti in nazionale ― Paesi Bassi |
| Data                                                                       | Città                                                                      | In casa                                                                    | Risultato                                                                  | Ospiti                                                                     | Competizione                                                               | Reti                                                                       | Note                                                                       |
| -------------------------------------------------------------------------- | -------------------------------------------------------------------------- | -------------------------------------------------------------------------- | -------------------------------------------------------------------------- | -------------------------------------------------------------------------- | -------------------------------------------------------------------------- | -------------------------------------------------------------------------- | -------------------------------------------------------------------------- |
| 5-11-1969                                                                  | Amsterdam                                                                  | Paesi Bassi                                                                | 0 – 1                                                                      | Inghilterra                                                                | Amichevole                                                                 | -                                                                          |                                                                            |
| 14-1-1970                                                                  | Londra                                                                     | Inghilterra                                                                | 0 – 0                                                                      | Paesi Bassi                                                                | Amichevole                                                                 | -                                                                          |                                                                            |
| 28-1-1970                                                                  | Tel Aviv                                                                   | Israele                                                                    | 0 – 1                                                                      | Paesi Bassi                                                                | Amichevole                                                                 | -                                                                          |                                                                            |
| 17-11-1971                                                                 | Eindhoven                                                                  | Paesi Bassi                                                                | 8 – 0                                                                      | Lussemburgo                                                                | Qual. Euro 1972                                                            | -                                                                          |                                                                            |
| 1-12-1971                                                                  | Amsterdam                                                                  | Paesi Bassi                                                                | 2 – 1                                                                      | Scozia                                                                     | Amichevole                                                                 | -                                                                          |                                                                            |
| 16-2-1972                                                                  | Il Pireo                                                                   | Grecia                                                                     | 0 – 5                                                                      | Paesi Bassi                                                                | Amichevole                                                                 | -                                                                          |                                                                            |
| 3-5-1972                                                                   | Rotterdam                                                                  | Paesi Bassi                                                                | 3 – 0                                                                      | Perù                                                                       | Amichevole                                                                 | -                                                                          |                                                                            |
| 30-8-1972                                                                  | Praga                                                                      | Cecoslovacchia                                                             | 1 – 2                                                                      | Paesi Bassi                                                                | Amichevole                                                                 | -                                                                          |                                                                            |
| 1-11-1972                                                                  | Rotterdam                                                                  | Paesi Bassi                                                                | 9 – 0                                                                      | Norvegia                                                                   | Qual. Mondiali 1974                                                        | -                                                                          |                                                                            |
| 19-11-1972                                                                 | Anversa                                                                    | Belgio                                                                     | 0 – 0                                                                      | Paesi Bassi                                                                | Qual. Mondiali 1974                                                        | -                                                                          |                                                                            |
| 28-3-1973                                                                  | Vienna                                                                     | Austria                                                                    | 1 – 0                                                                      | Paesi Bassi                                                                | Amichevole                                                                 | -                                                                          |                                                                            |
| 2-5-1973                                                                   | Amsterdam                                                                  | Paesi Bassi                                                                | 3 – 2                                                                      | Spagna                                                                     | Amichevole                                                                 | -                                                                          |                                                                            |
| 22-8-1973                                                                  | Amsterdam                                                                  | Paesi Bassi                                                                | 5 – 0                                                                      | Islanda                                                                    | Qual. Mondiali 1974                                                        | -                                                                          | 32’                                                                        |
| 29-8-1973                                                                  | Deventer                                                                   | Islanda                                                                    | 1 – 8                                                                      | Paesi Bassi                                                                | Qual. Mondiali 1974                                                        | -                                                                          |                                                                            |
| 12-9-1973                                                                  | Oslo                                                                       | Norvegia                                                                   | 1 – 2                                                                      | Paesi Bassi                                                                | Qual. Mondiali 1974                                                        | -                                                                          |                                                                            |
| 10-10-1973                                                                 | Rotterdam                                                                  | Paesi Bassi                                                                | 1 – 1                                                                      | Polonia                                                                    | Amichevole                                                                 | -                                                                          |                                                                            |
| 18-11-1973                                                                 | Amsterdam                                                                  | Paesi Bassi                                                                | 0 – 0                                                                      | Belgio                                                                     | Qual. Mondiali 1974                                                        | -                                                                          |                                                                            |
| 27-3-1974                                                                  | Rotterdam                                                                  | Paesi Bassi                                                                | 4 – 1                                                                      | Austria                                                                    | Amichevole                                                                 | 1                                                                          |                                                                            |
| 26-5-1974                                                                  | Amsterdam                                                                  | Paesi Bassi                                                                | 0 – 0                                                                      | Argentina                                                                  | Amichevole                                                                 | -                                                                          |                                                                            |
| 5-6-1974                                                                   | Rotterdam                                                                  | Paesi Bassi                                                                | 0 – 0                                                                      | Romania                                                                    | Amichevole                                                                 | -                                                                          |                                                                            |
| 15-6-1974                                                                  | Hannover                                                                   | Paesi Bassi                                                                | 2 – 0                                                                      | Uruguay                                                                    | Mondiali 1974 - 1º turno                                                   | -                                                                          |                                                                            |
| 19-6-1974                                                                  | Dortmund                                                                   | Paesi Bassi                                                                | 0 – 0                                                                      | Svezia                                                                     | Mondiali 1974 - 1º turno                                                   | -                                                                          |                                                                            |
| 23-6-1974                                                                  | Dortmund                                                                   | Bulgaria                                                                   | 1 – 4                                                                      | Paesi Bassi                                                                | Mondiali 1974 - 1º turno                                                   | -                                                                          |                                                                            |
| 26-6-1974                                                                  | Gelsenkirchen                                                              | Argentina                                                                  | 0 – 4                                                                      | Paesi Bassi                                                                | Mondiali 1974 - 2º turno                                                   | 1                                                                          |                                                                            |
| 30-6-1974                                                                  | Gelsenkirchen                                                              | Germania Est                                                               | 0 – 2                                                                      | Paesi Bassi                                                                | Mondiali 1974 - 2º turno                                                   | -                                                                          |                                                                            |
| 3-7-1974                                                                   | Dortmund                                                                   | Brasile                                                                    | 0 – 2                                                                      | Paesi Bassi                                                                | Mondiali 1974 - 2º turno                                                   | -                                                                          |                                                                            |
| 7-7-1974                                                                   | Monaco di Baviera                                                          | Germania Ovest                                                             | 2 – 1                                                                      | Paesi Bassi                                                                | Mondiali 1974 - Finale                                                     | -                                                                          | [ 45 ]                                                                     |
| 4-9-1974                                                                   | Solna                                                                      | Svezia                                                                     | 1 – 5                                                                      | Paesi Bassi                                                                | Amichevole                                                                 | -                                                                          | 78’                                                                        |
| 25-9-1974                                                                  | Helsinki                                                                   | Finlandia                                                                  | 1 – 3                                                                      | Paesi Bassi                                                                | Qual. Euro 1976                                                            | -                                                                          |                                                                            |
| 9-10-1974                                                                  | Rotterdam                                                                  | Paesi Bassi                                                                | 1 – 0                                                                      | Svizzera                                                                   | Amichevole                                                                 | -                                                                          | cap.                                                                       |
| 20-11-1974                                                                 | Rotterdam                                                                  | Paesi Bassi                                                                | 3 – 1                                                                      | Italia                                                                     | Qual. Euro 1976                                                            | -                                                                          |                                                                            |
| 30-4-1975                                                                  | Anversa                                                                    | Belgio                                                                     | 1 – 0                                                                      | Paesi Bassi                                                                | Amichevole                                                                 | -                                                                          | cap.                                                                       |
| 17-5-1975                                                                  | Francoforte sul Meno                                                       | Germania Ovest                                                             | 1 – 1                                                                      | Paesi Bassi                                                                | Amichevole                                                                 | -                                                                          | cap.                                                                       |
| 3-9-1975                                                                   | Nimega                                                                     | Paesi Bassi                                                                | 4 – 1                                                                      | Finlandia                                                                  | Qual. Euro 1976                                                            | -                                                                          | cap.                                                                       |
| 10-9-1975                                                                  | Chorzów                                                                    | Polonia                                                                    | 4 – 1                                                                      | Paesi Bassi                                                                | Qual. Euro 1976                                                            | -                                                                          |                                                                            |
| 15-10-1975                                                                 | Amsterdam                                                                  | Paesi Bassi                                                                | 3 – 0                                                                      | Polonia                                                                    | Qual. Euro 1976                                                            | -                                                                          |                                                                            |
| 22-11-1975                                                                 | Roma                                                                       | Italia                                                                     | 1 – 0                                                                      | Paesi Bassi                                                                | Qual. Euro 1976                                                            | -                                                                          | cap.                                                                       |
| 25-4-1976                                                                  | Rotterdam                                                                  | Paesi Bassi                                                                | 5 – 0                                                                      | Belgio                                                                     | Qual. Euro 1976                                                            | -                                                                          |                                                                            |
| 22-5-1976                                                                  | Bruxelles                                                                  | Belgio                                                                     | 1 – 2                                                                      | Paesi Bassi                                                                | Qual. Euro 1976                                                            | -                                                                          |                                                                            |
| 16-6-1976                                                                  | Zagabria                                                                   | Cecoslovacchia                                                             | 3 – 1 dts                                                                  | Paesi Bassi                                                                | Euro 1976 - Semifinale                                                     | -                                                                          |                                                                            |
| 19-6-1976                                                                  | Zagabria                                                                   | Jugoslavia                                                                 | 2 – 3 dts                                                                  | Paesi Bassi                                                                | Euro 1976 - Finale 3º posto                                                | -                                                                          | cap.                                                                       |
| 8-9-1976                                                                   | Reykjavík                                                                  | Islanda                                                                    | 0 – 1                                                                      | Paesi Bassi                                                                | Qual. Mondiali 1978                                                        | -                                                                          | cap.                                                                       |
| 13-10-1976                                                                 | Rotterdam                                                                  | Paesi Bassi                                                                | 2 – 2                                                                      | Irlanda del Nord                                                           | Qual. Mondiali 1978                                                        | 1                                                                          |                                                                            |
| 9-2-1977                                                                   | Londra                                                                     | Inghilterra                                                                | 0 – 2                                                                      | Paesi Bassi                                                                | Amichevole                                                                 | -                                                                          |                                                                            |
| 26-3-1977                                                                  | Anversa                                                                    | Belgio                                                                     | 0 – 2                                                                      | Paesi Bassi                                                                | Qual. Mondiali 1978                                                        | -                                                                          |                                                                            |
| 31-8-1977                                                                  | Nimega                                                                     | Paesi Bassi                                                                | 4 – 1                                                                      | Islanda                                                                    | Qual. Mondiali 1978                                                        | -                                                                          | cap.                                                                       |
| 5-10-1977                                                                  | Rotterdam                                                                  | Paesi Bassi                                                                | 0 – 0                                                                      | Unione Sovietica                                                           | Amichevole                                                                 | -                                                                          | cap. 66’                                                                   |
| 12-10-1977                                                                 | Belfast                                                                    | Irlanda del Nord                                                           | 0 – 1                                                                      | Paesi Bassi                                                                | Qual. Mondiali 1978                                                        | -                                                                          |                                                                            |
| 26-10-1977                                                                 | Amsterdam                                                                  | Paesi Bassi                                                                | 1 – 0                                                                      | Belgio                                                                     | Qual. Mondiali 1978                                                        | -                                                                          |                                                                            |
| 22-2-1978                                                                  | Ramat Gan                                                                  | Israele                                                                    | 1 – 2                                                                      | Paesi Bassi                                                                | Amichevole                                                                 | -                                                                          | cap.                                                                       |
| 5-4-1978                                                                   | Tunisi                                                                     | Tunisia                                                                    | 0 – 4                                                                      | Paesi Bassi                                                                | Amichevole                                                                 | -                                                                          | cap. 46’                                                                   |
| 20-5-1978                                                                  | Vienna                                                                     | Austria                                                                    | 0 – 1                                                                      | Paesi Bassi                                                                | Amichevole                                                                 | -                                                                          | cap.                                                                       |
| 3-6-1978                                                                   | Mendoza                                                                    | Iran                                                                       | 0 – 3                                                                      | Paesi Bassi                                                                | Mondiali 1978 - 1º turno                                                   | -                                                                          | cap.                                                                       |
| 7-6-1978                                                                   | Mendoza                                                                    | Paesi Bassi                                                                | 0 – 0                                                                      | Perù                                                                       | Mondiali 1978 - 1º turno                                                   | -                                                                          | cap.                                                                       |
| 11-6-1978                                                                  | Mendoza                                                                    | Paesi Bassi                                                                | 2 – 3                                                                      | Scozia                                                                     | Mondiali 1978 - 1º turno                                                   | -                                                                          | cap.                                                                       |
| 14-6-1978                                                                  | Córdoba                                                                    | Austria                                                                    | 1 – 5                                                                      | Paesi Bassi                                                                | Mondiali 1978 - 2º turno                                                   | -                                                                          | cap.                                                                       |
| 18-6-1978                                                                  | Córdoba                                                                    | Germania Ovest                                                             | 2 – 2                                                                      | Paesi Bassi                                                                | Mondiali 1978 - 2º turno                                                   | -                                                                          | cap.                                                                       |
| 21-6-1978                                                                  | Buenos Aires                                                               | Italia                                                                     | 1 – 2                                                                      | Paesi Bassi                                                                | Mondiali 1978 - 2º turno                                                   | -                                                                          | cap.                                                                       |
| 25-6-1978                                                                  | Buenos Aires                                                               | Argentina                                                                  | 3 – 1 dts                                                                  | Paesi Bassi                                                                | Mondiali 1978 - Finale                                                     | -                                                                          | cap. 15’                                                                   |
| 20-9-1978                                                                  | Nimega                                                                     | Paesi Bassi                                                                | 3 – 0                                                                      | Islanda                                                                    | Qual. Euro 1980                                                            | 1                                                                          | cap.                                                                       |
| 11-10-1978                                                                 | Berna                                                                      | Svizzera                                                                   | 1 – 3                                                                      | Paesi Bassi                                                                | Qual. Euro 1980                                                            | -                                                                          | cap.                                                                       |
| 15-11-1978                                                                 | Rotterdam                                                                  | Paesi Bassi                                                                | 3 – 0                                                                      | Germania Est                                                               | Qual. Euro 1980                                                            | -                                                                          | cap.                                                                       |
| 20-12-1978                                                                 | Düsseldorf                                                                 | Germania Ovest                                                             | 3 – 1                                                                      | Paesi Bassi                                                                | Amichevole                                                                 | -                                                                          | cap. 62’                                                                   |
| 2-5-1979                                                                   | Chorzów                                                                    | Polonia                                                                    | 2 – 0                                                                      | Paesi Bassi                                                                | Qual. Euro 1980                                                            | -                                                                          | cap.                                                                       |
| 22-5-1979                                                                  | Berna                                                                      | Argentina                                                                  | 0 – 0                                                                      | Paesi Bassi                                                                | Amichevole                                                                 | -                                                                          | cap.                                                                       |
| 5-9-1979                                                                   | Reykjavík                                                                  | Islanda                                                                    | 0 – 4                                                                      | Paesi Bassi                                                                | Qual. Euro 1980                                                            | -                                                                          | cap.                                                                       |
| 26-9-1979                                                                  | Rotterdam                                                                  | Paesi Bassi                                                                | 1 – 0                                                                      | Belgio                                                                     | Amichevole                                                                 | -                                                                          | cap.                                                                       |
| 17-10-1979                                                                 | Amsterdam                                                                  | Paesi Bassi                                                                | 1 – 1                                                                      | Polonia                                                                    | Qual. Euro 1980                                                            | -                                                                          | cap.                                                                       |
| 21-11-1979                                                                 | Lipsia                                                                     | Germania Est                                                               | 2 – 3                                                                      | Paesi Bassi                                                                | Qual. Euro 1980                                                            | -                                                                          | cap.                                                                       |
| 23-1-1980                                                                  | Vigo                                                                       | Spagna                                                                     | 1 – 0                                                                      | Paesi Bassi                                                                | Amichevole                                                                 | -                                                                          | cap.                                                                       |
| 26-3-1980                                                                  | Parigi                                                                     | Francia                                                                    | 0 – 0                                                                      | Paesi Bassi                                                                | Amichevole                                                                 | -                                                                          | cap.                                                                       |
| 11-6-1980                                                                  | Napoli                                                                     | Grecia                                                                     | 0 – 1                                                                      | Paesi Bassi                                                                | Euro 1980 - 1º turno                                                       | -                                                                          | cap.                                                                       |
| 14-6-1980                                                                  | Napoli                                                                     | Germania Ovest                                                             | 3 – 2                                                                      | Paesi Bassi                                                                | Euro 1980 - 1º turno                                                       | -                                                                          | cap.                                                                       |
| 17-6-1980                                                                  | Milano                                                                     | Cecoslovacchia                                                             | 1 – 1                                                                      | Paesi Bassi                                                                | Euro 1980 - 1º turno                                                       | -                                                                          | cap.                                                                       |
| 19-11-1980                                                                 | Bruxelles                                                                  | Belgio                                                                     | 1 – 0                                                                      | Paesi Bassi                                                                | Qual. Mondiali 1982                                                        | -                                                                          | cap.                                                                       |
| 25-3-1981                                                                  | Rotterdam                                                                  | Paesi Bassi                                                                | 1 – 0                                                                      | Francia                                                                    | Qual. Mondiali 1982                                                        | -                                                                          | cap.                                                                       |
| 29-4-1981                                                                  | Nicosia                                                                    | Cipro                                                                      | 0 – 1                                                                      | Paesi Bassi                                                                | Qual. Mondiali 1982                                                        | -                                                                          | cap.                                                                       |
| 9-9-1981                                                                   | Rotterdam                                                                  | Paesi Bassi                                                                | 2 – 2                                                                      | Irlanda                                                                    | Qual. Mondiali 1982                                                        | -                                                                          | cap.                                                                       |
| 14-10-1981                                                                 | Rotterdam                                                                  | Paesi Bassi                                                                | 3 – 0                                                                      | Belgio                                                                     | Qual. Mondiali 1982                                                        | -                                                                          | cap.                                                                       |
| 18-11-1981                                                                 | Parigi                                                                     | Francia                                                                    | 2 – 0                                                                      | Paesi Bassi                                                                | Qual. Mondiali 1982                                                        | -                                                                          | cap.                                                                       |
| 23-3-1982                                                                  | Glasgow                                                                    | Scozia                                                                     | 2 – 1                                                                      | Paesi Bassi                                                                | Amichevole                                                                 | -                                                                          | cap.                                                                       |
| 25-5-1982                                                                  | Londra                                                                     | Inghilterra                                                                | 2 – 0                                                                      | Paesi Bassi                                                                | Amichevole                                                                 | -                                                                          | cap.                                                                       |
| 16-2-1983                                                                  | Siviglia                                                                   | Spagna                                                                     | 1 – 0                                                                      | Paesi Bassi                                                                | Qual. Euro 1984                                                            | -                                                                          |                                                                            |
| Totale                                                                     |                                                                            | Presenze                                                                   | 83                                                                         |                                                                            | Reti                                                                       | 4                                                                          |                                                                            |

## Palmarès

### Giocatore

#### Club

##### Competizioni nazionali
- Campionato olandese: 6

Ajax: 1969-1970, 1971-1972, 1972-1973, 1976-1977, 1978-1979, 1979-1980
- Coppa dei Paesi Bassi: 4

Ajax: 1969-1970, 1970-1971, 1971-1972, 1978-1979

##### Competizioni internazionali
- Coppa dei Campioni: 3

Ajax: 1970-1971, 1971-1972, 1972-1973
- Coppa Intercontinentale: 1

Ajax: 1972
- Supercoppa UEFA: 1

Ajax: 1973

#### Individuale
- All-Star Team del mondiale: 2[47]

Germania Ovest 1974, Argentina 1978
- Guerin d'oro: 1

1980-1981
- Candidato al Dream Team del Pallone d'oro (2020)
- Inserito tra le "Leggende del calcio" del Golden Foot

2024

### Allenatore
- Coppa del Sudafrica: 1

Orlando Pirates: 2010-2011